# ベティ・マーティン
ベティ・マーティン（Betty Martin、1910年-2000年代）は、アメリカ合衆国の元ハンセン病患者、作家。

## 略歴
- 1910年、Edwina Parraとしてニューオーリンズに誕生。
- 1929年、ハンセン病と診断。　ルイジアナ州カーヴィルのハンセン病療養所 Gillis W. Long Hansen's Disease Center institute に移送
- ハンセン病患者を持つ家族への風評被害（2次被害）を避けるために、ベティ・マーティン（Betty Martin）を名乗る。
- 試験薬スルホン（sulfone）による初の被治療者
- 1930年代、カーヴィルでハンセン病患者ヘリー・メイヤーズ（Harry Meyers）と共に脱走、結婚
- 1950年、著書『カーヴィルの奇跡（Miracle at Carville）』出版。ニューヨーク・タイムズ紙ベストセラーリストに並べられる。雑誌リーダーズ・ダイジェストに転載され、全世界で読まれる。
- 1959年、著書『誰も知らない（No One Must Ever Know）』出版。

## 参照
- https://miracleatcarville.blogspot.com/
- ベティ・マーティン（Betty Martin）"Miracle at Carville" 1950年, The Country Life Press
  - 邦訳：『カーヴィルの奇蹟』1951年、尾高京子訳、文芸春秋新社
- 宮坂道夫『ハンセン病　重監房の記録』2006年、集英新書